# إيليا نبيل شانا
إيليا نبيل شانا هو لاعب كرة قدم سوري، ولد في 2 مارس 1958.

## وصلات خارجية
- إيليا نبيل شانا على موقع أوليمبيديا (الإنجليزية)